# Carlos Corberán
Carlos Corberán Vallet (* 7. April 1983 in Cheste, Provinz Valencia) ist ein spanischer Fußballtrainer.

## Karriere

### Spieler
Corberán spielte als Jugendlicher beim FC Valencia. Im Alter von 23 Jahren beschloss er, nachdem er nur die Reserve des Teams vertreten und nicht höher als Tercera División gespielt hatte, sich einer Karriere als Trainer zu widmen.

### Trainer
Nach dem Ende seiner Laufbahn als Spieler arbeitete Corberán zunächst als Co-Trainer der C- und B-Teams des FC Villarreal. 2011, nach der Ernennung von Juan Carlos Garrido Fernández als Trainer der ersten Mannschaft, wurde er zum Fitnesstrainer der Profis befördert.
Im Februar 2012 unterschrieb Corberán nach einer Empfehlung von Pep Guardiola als Fitnesstrainer zusammen mit Cheftrainer Raúl Caneda einen Vertrag beim saudi-arabischen Team al-Ittihad. Von Juli 2013 bis Januar 2014 war Corberán Trainer des A-Jugend-Teams der AD Alcorcón. Anschließend wechselte er als Assistenztrainer von Raúl Caneda erneut nach Saudi-Arabien zu Al-Nasr FC. Am Ende der Saison gewann der Klub die Saudi Professional League und erreichte die Gruppenphase der AFC Champions League.
Im Dezember 2016 unterschrieb Corberán einen Vertrag als neuer Trainer bei Doxa Katokopia in der zyprischen First Division. Doch bereits am 24. Januar 2017 wurde er entlassen. Eine Woche später übernahm er am 30. Januar 2017 die Mannschaft von Ermis Aradippou, ebenfalls in der First Division. Nach 15 Spielen führte Corberán das Team auf den siebten Platz in der Abschlusstabelle.
Am 21. Juli 2017 wurde er als neuer Trainer der U-23-Mannschaft von Leeds United vorgestellt. Nach der Verpflichtung von Marcelo Bielsa zum Trainer der ersten Mannschaft im Juni 2018 wurde Corberán zum Co-Trainer befördert. Seine Tätigkeit als Cheftrainer der U23-Mannschaft setzte er fort. Mit dem U23-Team von Leeds United gewann Corberán in der Saison 2018/19 die PDL Northern League und wurde anschließend Nationaler Meister der Professional Development League. Im Juni 2019 lehnte Corberán ein Angebot des spanischen Drittligisten Cultural Leonesa ab, um weiterhin unter Marcelo Bielsa in Leeds zu arbeiten.
Am 23. Juli 2020 gab der englische Klub Huddersfield Town aus der EFL Championship die Verpflichtung Corberáns als neuen Cheftrainer bekannt. Mit dem noch zwei Jahre zuvor in der Premier League spielenden Verein erreichte er in seiner ersten Spielzeit lediglich einen enttäuschenden zwanzigsten Tabellenplatz. In der zweiten Saison unter Trainer Carlos Corberán  steigerten sich die Leistungen des Teams deutlich und die Mannschaft verbrachte die Hinrunde im oberen Tabellendrittel. Gesteigert wurde dieser Erfolg in der Rückrunde, in der die Mannschaft die meisten Punkte aller 24 Zweitligateams sammelte und die EFL Championship 2021/22 als Tabellendritter beendete. Durch diese Platzierung für die Aufstiegs-Play-offs qualifiziert, setzte sich der Verein im Halbfinale mit 1:1 und 1:0 gegen den Sechsten Luton Town durch und zog somit in das Finale in Wembley ein. Im Finale vor 80.019 Zuschauern verlor Huddersfield mit 0:1 gegen Nottingham Forest und verpasste damit die Rückkehr in die Premier League. Anfang Juli 2022 erklärte Carlos Corberán aufgrund der Transferpolitik des Vereins seinen Rücktritt als Trainer von Huddersfield Town.
Am 1. August 2022 wurde der Spanier als neuer Trainer des griechischen Rekordmeisters Olympiakos Piräus vorgestellt. Bereits Mitte September wurde er nach insgesamt elf Pflichtspielen wieder entlassen. Unmittelbar zuvor hatte sein Team mit 0:3 in der UEFA Europa League gegen den SC Freiburg und mit 1:2 in der Liga gegen Aris Thessaloniki verloren. Im Oktober 2022 kehrte Corberán in die EFL Championship zurück, wo er beim Tabellenvorletzten West Bromwich Albion einen Vertrag über zweieinhalb Jahre unterschrieb. Corberán führte das Team in der Saison 2022/23 noch auf den neunten Tabellenplatz, in der Saison 2023/24 erreichte er als Tabellenfünfter die Aufstiegs-Play-offs, dort scheiterte man allerdings im Halbfinale am späteren Aufsteiger FC Southampton.
Am 25. Dezember 2024 unterschrieb er einen Vertrag beim FC Valencia, die zum Zeitpunkt der Übernahme mit 12 Punkten aus 17 Spielen auf dem vorletzten Tabellenplatz der Primera División lagen. Valencia aktivierte eine vertraglich festgelegte Ausstiegsklausel Corberáns und zahlte hierfür nach Presseangaben etwa 3 Millionen Pfund an West Bromwich.

## Erfolge
- Nationaler Meister der Professional Development League: 2019

## Auszeichnungen
- Trainer des Monats in der EFL Championship: Februar 2022